# 2021年7月河南水灾相关争议
2021年7月，中华人民共和国河南省多地遭遇罕见大暴雨造成水灾，暴雨引致的城区内涝以及一系列次生灾害导致多人死伤。以下列出水灾期间发生的争议：

## 官方调查地方违规瞒报死亡人数
2022年1月21日，中国国务院审议通过《7·20特大暴雨灾害调查报告》。调查组认为该次事件中郑州市委以及相关部门“存在失职渎职行为”，报告并有破获地方机关迟报、瞒报死亡人数的问题，具体是郑州市本级瞒报75人、县级瞒报49人、乡镇（街道）瞒报15人。

## 郑州市基础建設

### 市政建设理念争议
香港电台評論員方原認為，事件證明鄭州在市政建設理念存在不正確之處，導致以地鐵為標誌的通行系統充當城市排水系統，造成人財物損失慘重。

### 海綿城市成效爭議
根据《大河报》在2018年的一篇报道，到2020年，郑州将投入534.8亿元建设「海绵城市」项目。2021年5月《郑州日报》报道指，「自2016年开展海绵城市建设工作以来，郑州全市共计消除易涝点125处，消除率77%。随着城区及周边河道治理的加快，结合城区防洪排涝体系的完善，通过海绵城市的建设，截至目前，建成区内未发生严重内涝灾害。」对此，香港电台內地時事評論員方原表示，當地曾經投放500多億元打造「海綿城市」，但這次事件是嚴重「打臉」，反映設計標準過低或者施工偷工減料。
针对海绵城市的质疑，华南城市研究会会长、中国城市规划学会委员胡刚表示“如今城市大面积由硬化路和高层建筑构成，雨水没办法渗透，建设海绵城市的确很有必要，意义重大，但并不能应对这种百年以上的特大暴雨。”中國城市規劃設計研究院生態市政院副院長呂紅亮亦表示：「鄭州內澇是其海綿城市設計失效」的觀點有失偏頗。「事實上，鄭州城區的內澇防治設計重現期是和其城市規模相匹配的，如果按照此次極端情況來設計，會造成嚴重的資源浪費。」除了規劃方面要防控在前、減災在後，專家表示，還應提高應急回應能力和災後恢復能力。例如，通過擴大氣象臨報的覆蓋面，在可能的重大災害來臨前，提前預警，做更寬鬆的更保守的預案，如當天臨時居家辦公，停止重大公共活動、會議，做好強排設備、搶險隊伍提前到崗等。德国锡根大学的洪涝专家严森（Jürgen Jensen）教授在得知郑州的最大小时降雨量达201.9毫米时表示，降雨量之大、强度之高让人难以想象，“世界上没有任何一个城市的排水系统能应对这样的情况。”

## 鄭州防洪準備不足

### 應急機制及具體措施
网络上有公众质疑官方预警暴雨是否及时，各个部门采取了哪些应对措施，地铁有哪些相关备案，救援系统上的应急弹性是否不足。香港电台評論員方原表示，當地應急響應機制沒有及時啓動是造成災害的最大原因。他表示，機制在發生事故後才啓動是亡羊補牢，不可避免造成損失，他建議機制應與中國氣象局預報同步啓動。

### 預警不充分
《北京青年報》旗下「團結湖參考」微信公眾號批評鄭州乃至河南在此次汛情到來前仍然採取傳統的「內緊外鬆」策略，體制內廣泛動員，公眾層面還是歌舞昇平。很多普通市民並不知道自己將面對什麼局面。因為缺乏充分的預警信息，整個城市依然按照慣常的節奏運行，增加了搶險救災的難度，也造成不必要的生命財產損失。文章認為應提高全民抗災意識，暢通災情預警信息。
鄭州大學能源—環境—經濟研究中心特聘副研究員、碩士生導師張瑾表示已有相關分析文章表明，至少5天前，氣象部門就對這次鄭州暴雨做出了預報。「但是，真正充分認識到『潛在災害』的，我想應該不多」。此次災情凸顯出的一個典型問題是，內陸型城市普遍對極端降水引發的城市災害瞭解甚少。20日之前，河南已經陸續有地區因為暴雨發布景區停止運營公告，說明至少相關部門對於此次降水是有預判的，但是，「主城區的防患措施卻不充分」。張瑾2018年在福建寧德市古田縣工作，經歷過颱風預警天氣，她說「當地的組織和回應就相對成熟」。

### 氣象局無權強制停工
鄭州市氣象局在暴雨到来前曾两天内連發5個最高級別的暴雨紅色預警，暴雨紅色預警防禦指南寫明，「要做好應急搶險工作和停止集會、停課、停業」，並由鄭州氣象局黨組書記李柯星署名，但停班停課並未落實。紅星新聞引述氣象局人員指，他們只是服務部門，負責提供天氣預警，無權下決策，停工、停課要由應急管理部下命令。至於應急管理局宣傳人員，就回應指停工停學決策「要經過指揮部層層批准後才可以做到」，「不是萬不得已不會輕易下達。」郑州市防汛抗旱指挥部一名干部接受南方周末记者采访时表示“预警不是法律，主要还是建议”，“总有些（单位）不太自觉，还是会让员工正常上班”，这对气象部门预警的精度提出了很高的要求，如果预警了但暴雨没来，停工停产会造成很大损失。据界面新闻，有气象部门人士称一日内发布近10条暴雨红色预警比较罕见，应急管理部门应该引起足够重视。但在各个政府单位中，气象部门相对弱势，是“小部门”，“我们说的他们想听就听，不想听就不听。”

### 無預警泄洪、撤離不及時
7月20日22時30分，人民日報發文稱鄭州常莊水庫將於當天晚上泄洪，並通知位於泄洪方向的中牟縣群眾停止外出，做好撤離準備。然而，鄭州防災服務台「鄭州發布」21日凌晨一點鐘發佈的通報中指出，常莊水庫7月20日上午10時30分就已經開始向下游洩洪，截至21時34分，常莊水庫實時水位130.54米，超汛限水位3.05米，距當日最高水位已回落70厘米。人民日報與鄭州發佈所公佈的常莊水庫泄洪時間不一致，引發部分民眾質疑。有鄭州市民称，政府未在洩洪前發出預警，地鐵服務始終正常運作才導致人員傷亡。有鄭州民眾實拍20日中午市中心的情況，在短短約半小時內，整條馬路突然間被洪水淹沒，因此有指洪水不是由下了多日的暴雨造成，而是因為受突如其來的洪水侵襲。有民眾質疑，政府決定鄭州的常庄水庫緊急洩洪，14小時前未提前通知居民疏散，人禍恐是這次洪災的主因。但亦有當地網民指出，常莊水庫泄洪方向經由賈魯河朝向中牟縣，並非朝向鄭州城區，此次無預警泄洪與城區澇災的關係可能值得商榷。7月20日晚，「澎湃新聞」从水利部获悉，當日常庄水庫的确出现管涌险情，当地正在全力抢险，水利部水旱灾害防御司相关负责人表示，“目前常庄水库险情对郑州市区影响不大”。實際上，常莊水庫距郑州西三環路僅2公里，下游有京廣鐵路、隴海鐵路樞紐，310國道、连霍高速公路、熱電廠、柿園水廠及部分重要工礦企業等，防洪位置十分重要。
鄭東新區白沙鎮多個小區位於賈魯河洩洪區，泄洪后5000餘名居民被困於停水停電的小區，水深達1.6米。被困居民於22日下午才陸續被救出。賈魯河畔的華中阜外醫院也位於賈魯河洩洪區，醫院內的5000餘人被困，醫院断水断电断网。醫院被困人員直至7月21日晚上才開始陸續被救出。家住郭家嘴水库泄洪道附近的陈先生称，直到7月21日凌晨5时31分，他才收到一条郑州市防汛指挥部的短信，提醒他郭家嘴水库存在重大安全隐患，多个区域的人员需立即转移。王先生属于被转移区域人员，但他表示，并没有人员来通知他如何转移，也未接到单位要求停工的通知。
7月25日，河南省北部的新乡卫辉市随着上游泄洪，积水不降反升，大水导致共产主义渠和卫河相继发生决口和漫堤，洪水围困卫辉市区，市区的积水最深处达2到3米。十余万居民通过橡皮艇、铲车等各种方式撤离市区。中国媒体《21世纪经济报道》采访了多名卫辉居民，多名市民证实，选择撤离是自己做出的决定，一直没有收到街道或者相关部门发布的撤离通知。有卫辉居民表示，居民大都在26号凌晨三四点撤离，形容是「全市大撤离」，惟并无看到官方的通知。此外，衛輝市農村地區也被洪水圍困多日，且缺乏救援設備，遲遲得不到救援，一些因行動不便無法撤離的老年人，已經斷糧多日。還有網民痛批當地官員無作為，讓救援團隊像無頭蒼蠅一樣等待安排，直呼「現在水淹成這樣不撤離是要自生自滅嗎？」還有網民表示，愈是小地方，得到的救援愈晚也愈少，不只是衛輝，新鄉某些村甚至是城市的老舊小區都有民眾仍未被撤離。

### 郑州逢雨必淹一直没有改善
雖然此次暴雨的雨量的確很大，但有观点认为，在查閱歷史新聞報導后，即使未遇所謂的「千年一遇」或「破紀錄」暴雨，鄭州排水系統仍然存在很多問題，導致低窪處或排水不佳的道路積水嚴重。
- 大河網於2009年7月15日報導鄭州市政部门聲稱，郑州市目前已经启动城区排水规划的编制，在未来3-5年时间里，郑州有望告别逢雨必淹的困境[31]。
- 大河網2011年8月11日以「郑州逢雨必淹」為題進行報導。報導稱2010年7月19日郑州再遭暴雨突袭。第二天，履新不久的省委常委、郑州市委书记连维良在要求有关部门发表公开信、向市民致歉的同时，表示要全面治理城市积水点。截至记者发稿时，63个积水点改造，47个已完工，在一定程度上缓解了市区积水的状况[32]。
- 中新網於2016年7月19日報導「郑州市京广北路，积水淹没到行人大腿处」[33]。
- 中新網於2018年8月1日報導「河南郑州突降暴雨 道路积水车辆行人受困」[34]。
- 大河網於2019年8月3日報導中提及「有市民质疑，郑州每逢遇到下大雨，就会出现“看海”模式，多处出现积水，甚至桥涵(道路)断行」[35]。
- 人民網於2019年8月7日報導8月1下午短短三小时内，鄭州多个监测站点的降雨量突破了100毫米。暴雨造成郑州市区内近30条路段出现严重积水，16处桥涵(道路)断行，多处路段大面积严重积水，4处城区道路大面积塌方。當時有关部门和专家认为，城市积水是综合性问题，海绵城市建设不是万能的，还要积极推进“雨污分流”，升级改造集污管网等。報導提及「在郑州航空港区远航路向东，临近南水北调桥附近路段出现严重积水，积水最深处达1.5米，百余车辆和近200名群众被困水中」。報導更以「看海」和「逢雨必淹」為題[36]。
- 中原网於2019年8月10日報導8月9日至8月10日累计降雨量最高的站點接近100毫米，有9处桥涵（道路）因積水而斷行[37]。

## 鄭州京廣路隧道淹水事故

### 防洪成效
鄭州市城市管理局官方網站於2020年聲稱，郑州城市大脑全域数字防汛平台正式上线，该平台通过汇聚郑州市多个部门的汛情数据，可以预测不同降雨量情形下51个易积水区域的情况，如果道路积水严重，防汛指挥部门可以及时采取防汛措施。另据鄭州市城市管理局官方網站2021年6月1日的消息，2020年启动的郑州智慧隧道一期(京广路隧道试点)建设工作已经步入尾声，可实现实时监控并显示隧道内各项设备的数据，提供病害、隐患、预警等信息分析。隧道“会思考、会说话”。“比如隧道内有车辆停留或行人进入，感知模块就会立即通过隧道内监控设备进行抓拍，并感知它停留、进入原因。如果有突发事故发生，我们能通过后台记录的人员最后所在位置，实现人员的精准快速搜救等功能。”有民眾質疑智慧隧道是否發揮作用。
據澎湃新聞、南方都市報報導，京廣隧道半年前才剛經過大修，維修項目包含排水設施、消防與電設備。此外，2個月前也曾進行防汛演練。報導指出，根據京廣隧道的設計理念，是在洞口設計阻水反坡，「最大程度地阻止雨季地面積水倒灌入隧道內」，同時搭配兩座排水站，當積水池內積水達到一定深度，排水站可自動啟動，及時排除積水。然而這些举措在這次暴雨中并未能使隧道免遭淹没。

### 事前管理
京广快速路共设有三個隧道，从北向南分別是京廣北路隧道、淮河路隧道和京廣南路隧道。鄭州市城市隧道綜合管理養護中心的一位工作人員表示，7月20日鄭州暴雨當天，在進入隧道前的電子路牌上，京廣南路隧道處提示了隧道出口有積水、交通管制；京廣北路則提示減速慢行。京廣北路隧道设有八個進出口。到20日下午四點左右，京廣北路隧道封了5個口（其中下午一點以前封了兩個，四點以後封了三個），分別是四個進口和一個隧道岔路口。该工作人员称事发時還有車在隧道內，所以出口不能封闭，管理部门第一时间采取了道路改制，并派现场人员值守，但因隧道出口处有大量積水，導致隧道內車輛被捆住，到现场最後一個負責疏散的人員離開時，水已經漫過膝蓋了。在隧道被困後成功逃生的市民王猛表示，當時“所有的车都停在那，完全动不了了，可以说是交通瘫痪了。”事发当天上午，最南边的京广南路隧道已经被淹，京广中路隧道也已经被积水封死，有些车在水里抛锚。“如果当天上午有人把这京广北路隧道也封死，就不会有这么多车选择这条路，可能也就不会出现这么严重的情况，但是这种事情谁也说不好。”东方网·纵相新闻记者在现场观察到，正常情况下，京广路隧道边上的匝道同样可以通行，该匝道地势较高，很难出现车子完全淹没的情况。但当时匝道拥堵严重。

### 被淹之後的救援
微博上有多條尋親消息，包括当日于隧道内失蹤的一對14歲初中生。其中一位的母親表示，知道兒子被困隧道時曾報警求助，但不獲理會。据其中一位失联初中生李浩鸣的母亲称，孩子于7月20日下午4点多失联，至7月23日仍没有消息，也没有救援部门主动联系过她。在现场担任第一线救灾人员的张先生指出，京广隧道内塞了有几百辆车，水现在还在排，但确切的死亡人数应该比目前所报出来的还多。他说：“京广隧道在周二与周三大淹水时里面塞满的车，现场救难人员预估里面有上百辆的车。目前若要把隧道内的积水全部抽完，至少还需要两至三天日夜不间断的工作才能完成。”

## 官媒報導

### 灾情播报不报道、谎报
7月20日當天，河南新聞頻道對此次澇災進行了報導，但河南衛視卻照播抗日連續劇與歌曲節目，未特別報導災情，網友一片罵聲，要求電視台應實時滾動播放救災資訊，好讓民眾了解洪災最新消息，北京外國語大學新聞系退休教授展江當日晚間23時在微博寫下「河南省外許多人在關注、揪心，請河南衛視停播抗日神劇，而轉為緊急狀態，滾動播放救災新聞」，並在留言註明「現在神劇播完了，正在唱紅歌」。當天晚11時30分左右，河南衛視回應網民質疑稱“已经在协调了，河南卫视马上开始直播，感谢关注”，隨後于次日凌晨0時10分開始滾動播報災情。
7月25日，河南省北部的卫辉市由于水库泄洪导致共产主义渠、卫河等相继发生决口和漫堤，水位不降反升，卫辉市区被洪水围困，最深处达2至3米，十余万居民通过橡皮艇、铲车等各种方式撤离市区。在社交媒体上，很多居民对当地政府发布错误信息表示不满。许多民众质疑当地政府为了“粉饰太平”，在水势不断上升的情况下仍宣称水势下降。卫辉市当局7月26日上午曾表示，该县部分地区的洪水已经开始下降，但当地居民表示，水位实际上在一夜之间上升；在当地媒体发布的一篇标题为《喜讯！我市城区部分街区水位开始回落！》的文章中，该市官方媒体报道称，“在市委市政府坚强领导下，全市上下克服重重困难……部分街道和小区水位开始回落下降。”但一名微博身份认证为河南电视台员工7月27日发帖称，当地的水位截至当日11时仍在不断上涨，卫河、孟姜女河多处河段出现垮塌，该名网友同时表示，卫辉市政府不仅完全没有制定保护群众生命财产安全的方案，甚至连撤离部署也完全没有下达，维系灾民基本生活的水、电、天然气停供也完全没有通知的迹象，造成了大量不明真相的群众恐慌；另有网民批评指，即便多少群众流离失所、无家可归，当地官媒还在唱赞歌报喜讯。

### 官媒称民眾平安
7月20日鄭州地鐵5號線發生嚴重水浸事故，大量乘客被困隧道積水中。在鄭州地鐵乘客被困的驚險畫面仍然不斷傳出之際，官方媒體於20日晚間（如央視網、「環球網」、「鄭州發布」、「河南廣播電視台」及「河南新聞廣播」等官方微博）就發布消息稱被困乘客已全部救出，無生命危險。有網民就質疑，好多人還未救出，直斥他們是「騙子」。直至21日凌晨，鄭州市委宣傳部在官方微博「鄭州發布」證實，地鐵水浸事件最少12人死亡，5人受傷送院。其中五號線部分，人民網掌握了9名遇難者，均為女性的信息。

### 千年一遇
鄭州市氣象局7月20日稱，當地3天的降雨量達到617.1mm，相當下了以往一年的量，從氣候學的角度來看，小時降水、日降水的機率，重現期通過分佈曲線擬合來看，「都是超千年一遇的。」河南省水利厅官网信息显示，“7月18日8时至21日02:00分，河南省部分地区普降暴雨、特大暴雨，最大点雨量荥阳环翠峪雨量站854mm，尖岗818mm，寺沟756mm，重现期均超5000年一遇”。中國媒體在报道时亦強調這是「千年一遇」的暴雨，側重於宣傳救援成績及感人的救援事蹟，而有關災難原因的分析和討論则相对较少。
此前此类说法也曾出现于媒体。如北京市《北京日報》2010年7月11日報道，青海格尔木遭遇“两千年一遇”的洪水。2005年7月5日，鄭州《大河報》報道，南阳市南召县遭遇“千年一遇”的暴雨。随后《中国青年报》发表了一篇对此说法的批评质疑文章和一篇澄清文章，后者的结论是：达到概率为1％的洪水流量时，人们就“习惯性”地称其为“百年一遇”，而并非真的是一百年才出现一次。。
中央气象台與河南省气象台聯合接受采访，首席预报员陈涛說，极值强度是前所未见的。又回應“千年一遇”說：这实际上是一个数学上的概率。目前仅有1950年之后的气象数据，而没有可靠的、长时效的、有效的降雨记录，从目前掌握的气象数据来看，无法断言“千年一遇”、“百年一遇”。中国气象局的中国天气网气象分析师张娟說，此次雨情不如1975年“75·8”暴雨，泌阳县林庄6小时雨量830.1毫米，24小时雨量达到1060.3毫米，3天雨量1605.3毫米。
中国生物多样性保护与绿色发展基金会秘书长周晋峰接受采访时称“我们无法确定这是否为‘千年一遇’，但是因为全球气候变化，降雨量数据未来将持续打破纪录。”
澎湃新闻指出，“千年一遇”实际上是指“每年发生概率为0.1%”，并不是一千年内发生一次，“千年一遇”事件在一千年内发生的概率约为63%。每逢重大灾害事件总会有“T年一遇”的说法，使用者的本意或许是为了突显事件的严重程度，但随之而来的误读总会将事件等级进一步夸大。而更常见的“百年一遇”则是个翻译扭曲的例子，译自美国地质调查局20世纪60年代开始使用的“100-year event”，即“百分之一概率事件下，工程项目的可靠性”，其实就是1%概率事件。

#### 全国每小时雨量纪录
有媒体报道称郑州国家级气象站此次录得的最大小时降雨量201.9毫米超过了1975年8月5日75·8特大洪水期间河南泌阳林庄的198.5毫米，是新的建国以来纪录。但较为严谨的说法是突破了中国大陆2418个国家级气象站的单小时降雨量纪录，仍有不少非国家级气象站录得更高的小时降雨量。
然而據陝西省水文總站工作人员在学术杂志《水文》上撰写的《陕西省“81.6”大石槽暴雨简介》一文，1981年6月20日，陕西渭南縣大石槽测得最大一小時降雨量252毫米，高於郑州此次降雨。
另據河南省水文水资源局官网及駐馬店板橋水庫官网，1975年“75·8”暴雨期间下陈最大一小時雨量达到218.1毫米，同样高于郑州此次降雨。

## 災後民生活動停擺
「故事硬核」撰文《災後鄭州：當一座都市忽然失去了互聯網》指出「在水災之後的鄭州，一個同時擁有水、電、互聯網的人是無比幸運的」。文章形容「災後的鄭州就此化為前所未有的試驗場，彷彿一夕之間回到了千禧年前那個不存在數字文明的荒漠」。
中新網刊文《災後鄭州，失靈的互聯網與顯靈的黑科技》形容特大暴雨過後停水、停電、斷網的城市「交通基本靠走，通訊基本靠吼」。

### 飲食起居失序
有鄭州民眾表示，超市出現人龍搶購日用品、食品，民眾擔心自來水受污染，紛紛到超級市場購買樽裝水應急，部分貨架已經清空。
有華北水利水電大學學生發文指，寢室宿舍樓下淹水，超市沒有開門，物資都被搶購一空，學生表示該棟女寢宿舍有至少百十來個留校生，停水停電，還有別的寢室樓人員不明。另外有鄭州外國語中學學生求助，詢問何處能夠充電，表示自己「要失聯了」，而且因超市被搶空而被迫以零食充飢。
災後，不少民眾在微博發文抱怨持續的停水停電對基本生活造成惡性影響，有民眾指出超市被搶空許久導致自己「吃不上飯」、食水儲備匱乏，也有民眾批評商家不合理漲價，亦有人表示當局停水前未有通知，連沖廁所的水都沒有，市面也同樣停水，形容「旱的旱死，澇的澇死」。

### 出行受阻
鄭州東站出站口的閘門因停电全部失靈，乘客徑直擠出閘口。出於安全考慮，主要的幾家網約車平台暫停了鄭州範圍內的業務，大部分公交線路也停止運行，取而代之的是共享單車和快狗打車、貨拉拉，甚至順豐快遞的貨車都被民眾攔下詢問能否載客。
鄭州8成以上的出租車已更換為新能源汽車。有出租車司機表示，洪災過後全市絕大多數充電樁都已停用，自己只剩下最後一缸電。當一輛出租車空駛而來，立刻會有乘客圍上去表示任由司機開價、不打表，卻仍舊因無法支付車資而離開，偶爾也有乘客質疑司機「發國難財」。
7月21日晚8時半，人民路一帶路燈、紅綠燈全部熄滅，視野和路況惡劣，沿途共享單車仍因沒有網絡而無法掃碼。

### 商店歇業
水灾导致鄭州市大片區域停電，老舊街區因電路老化多不能倖免，大量的沿街商舖關門歇業，未歇業的生鮮類商家打折出售無法冷藏的魚肉鮮奶，卻常常無法完成結算環節。由於現金從生活中消失了太久，銀行仍因停電關門，有人甚至回到了「以物易物」的原始階段。有民眾在生鮮超市購物後因無法使用支付寶，只好給出一包香菸抵價。

### 信息隔絕
自水災發生以來，市政府的信息大多通過網絡傳播，電視台也有相關的新聞，但因沒電沒網，無法估計究竟有多少人因此隔離在重大信息之外。有民眾只能透過鄰居得知「又要洩洪了」等一系列新聞和政府的通報；有鄭州市管城區民眾聯繫自己的同學以短信版情況簡報為他傳遞外界信息，因信號擁堵，網絡延遲高達半個小時，微信圖片也無法打開。
有家住天津的河南暴雨網絡志願者（負責在微博和微信上尋找求助信息）在21日凌晨4時接到鄭州圃田鄉女孩求助指，村子約一百人被安置在一塊高地，但周圍水位不斷上漲，隨時可能發生危險，隨後志願者與被困者突然失聯長達12小時，所幸最終失聯女孩被確認安全無虞。

## 個人或媒体爭議言行

### 利用災難營銷
7月20日河南郑州康桥集团香蔓郡项目发布了一张海报广告语写着：“入住高地，让风雨只是风景”，配图称该小区项目海拔高程约为164.35米，高于黄帝故里和郑州二七塔。另一張海報上有“永威城”字眼，配图是一张被水淹过半身的汽车，广告语为“就算大雨让这座城市颠倒，有车位，无烦恼”。還有一张海报上有“亚星集团”字样，配有一辆汽车室内外对比图，广告语为“暴雨突袭，你的爱车还好吗”，称无车位“露宿街头、暴雨冲刷、爱车报废、人更受罪”。“享道出行郑州”官方公众号曾发布题为《暴雨预警：“我有点大，你们忍一下”》的推文，揶揄吳亦凡酒桌選妃事件，被網友痛批“这时候不适合抖机灵”“这是发国难财”。7月21日，康桥集团发布致歉声明。另外两家企业“永威城”“亚星集团”尚未对流传的海报作出回应，海报上的电话也无法接通。“享道出行郑州”发布致歉声明，就公众号不当内容致歉。
有因暴雨滞留在郑州的旅客称，20日晚郑州东站希岸酒店涨价到2888元一晚。对此，希岸酒店发布致歉声明，该加盟店违规操作。将积极配合相关部门监督检查，向该客人表示歉意。郑州所有门店将免费提供救援人员的住房。同时郑州东站高铁站店将开放所有客房，免费为受灾民众提供住宿。事后，郑州市市场监督管理局对郑州希岸酒店高铁站店做出了人民币50万元的罚款。

### 民眾爭議言論
7月21日，一遼寧鞍山网民被舉報在微信群中辱骂河南受灾人民，被辽宁省鞍山市公安局高新公安分局行政拘留10日。
北京市公安局丰台公安分局在新浪微博上通報，一名39岁男子高某某因在微信群中侮辱受灾群众，于7月22日18时许被該局警方抓获並被刑事拘留。
清华硕士、房地产企业远洋集团控股有限公司高管李睿稱鄭州地鐵被淹是中國嘲笑德國洪水的報應，随后遭公司解除劳动合约。
7月26日，河南當地媒體人朱順忠在網上實名發文指，鄭州市委、市政府官員在本次水災的表現有目共睹，請黨中央、國務院考慮，是否需要給這座城市換帥；更重要的是，如此執政水平更不利於鄭州市接下來的搶險救災工作，「說不定還會鬧出大亂子」。他並促請鄭州市黨委和政府的主要領導，「如果對執政還有一絲悲天憫人的話，應該主動提出引咎」。文章獲得逾10萬人點讚，但很快被列為「違規」而下架。

### 有关习近平的争议
水灾发生后，时任中共中央总书记习近平没有奔赴河南省灾区进行指导工作，而是前往西藏林芝、拉萨等地进行考察，引起许多人的质疑。

### 有關救援賑災的爭議言論
河南災情發生以後，內地歌手韓紅及河南籍藝人王一博攜帶救援物資和救援隊伍趕赴當地救援，迅速引發輿論關注。但與此同時，也有不少人提出了質疑。現場救援隊有人發文指出，韓紅團隊佔用了三艘救援艇，其中有一艘專門用於隨行攝影人員，導致救災現場有危重病人和孕婦不能及時救出，又指一幫人前呼後擁圍在明星身邊依次握手，像領導視察工作；此外，作家海菱在微博發文質疑韓紅與王一博的災區行是為了作秀而不是救災；隨後，曾經實名舉報韓紅基金會涉嫌違規的司馬三忌，也發文質疑韓紅與王一博一行人是在作秀、炒作；代表救援權威的「藍天救援隊」也通過其官方微博發布「非救災，請離開」的文章；有很多網友點名韓紅和王一博，吐槽韓紅方擺拍作秀，畢竟前往救災還帶着拍攝團隊卻沒有帶衝鋒舟，到地方後還是專門借用多艘衝鋒舟。7月26日，韓紅愛心基金會就此事發布聲明指，在整個救援活動中基金會沒有給救援造成任何混亂，強調基金會暫未使用到善款，亦沒有炒作的意圖。
7月23日，台灣作家苦苓說，「中國隨便一架騷擾台灣的戰鬥機、或是對準台灣的一枚導彈，那些錢都足夠河南救災救不完……台灣哪一個人捐款給中國，我就叫他是王八蛋」，在台灣引發極大爭議。有網友表示言之有理，「捐了也到不了災民手上，只有助紂為虐而已」；但也有不少網友質疑，「這是人道救援，有能力就應該伸出援手」，也有人反問，「五月天也捐款，苦苓敢罵五月天嗎？」。
轉往中國大陸發展且立場鮮明的藝人劉樂妍遭中國大陸網友質疑「光說不捐款」。她在7月23日發文回應，透露已經連續2年繳稅給國家，最後都被評斷符合國家退稅資格，反嗆「連國家都嫌我掙的少，不收我的稅，那你還想要我怎麼樣」。劉樂妍7月24日表示，稱既然不能捐款也做不到相關救援工作，那她會無酬幫當地民眾拍賣農產品；她25日再發文強調會自掏路費、餐費也不分酬勞幫忙當地民眾賣農產品。劉樂妍透露自己1年內捐了2次血，還簽署了器官捐贈卡，但卻反而被質疑P圖。氣得她大罵：「滿口噴糞的傢伙，小人的嘴臉，真髒！」她強調自己一定會做器官捐贈，因為在中國大陸沒結婚生子，身邊也沒有家人陪伴。
在中國大陸發展的藝人黃安第一時間在微博發文為鄭州祈福，更透露自己有許多朋友居住在當地，要友人傳訊向他報平安，文末更寫下「面對苦難，中國人更團結」。不過有中國大陸網友痛批把愛中國掛在嘴邊的藝人黃安「捐不捐錢是一回事，不強制，作為這麼愛國的表演藝術家，每次熱點話題都出來的人，這次網路聲援河南一下總是可以的吧？選擇性失明了嗎？」黃安一看氣炸直接回覆對方，曬出一張捐款截圖證明，表示自己早就已經捐錢且微博的發文幾乎天天在關心災情，憤怒反擊「道德綁架的孫子」，怒嗆「默默行善不是中國人的傳統美德嗎？你捐了嗎？曬出來呀？」。而他高調反擊酸民的舉動也引起許多粉絲支持，引起熱議。
7月21日，说唱歌手“孩子王DrakSun”在微博晒了一张自己的捐款明细图，称“所有零钱都捐了，多少贡献点力量”，从图中可以看到，他向郑州红十字会捐款18000元。但有網友查詢之後發現事實不符，實際捐款金額只有人民幣100元。對此，他在粉絲群中承認圖片造假，接著就緊急重新捐款，補齊1.8萬元。原定參加rapper競賽節目《少年說唱企劃》，也已經開始錄製，卻緊急喊卡。節目組官方微博宣布「即日起，孩子王DrakSun退出節目錄製」。

### 信息真實性爭議
微博认证为“教育部长江学者特聘教授、北京师范大学新闻传播学院执行院长”的@喻国明 发布了一段内容为“央视主播海霞夸赞多地及时应对暴雨汛情”的视频，借此批评相关部门的自我评价不够“审慎”。有网民質疑，喻国明转发的这条新闻报道是中国央视7月12日的新闻，并非河南暴雨灾情的报道；而当晚海霞录制的“主播说联播”虽然对河南水灾进行了点评，但神情凝重，与8天前视频中的状态完全不同。网民认为喻氏有故意“嫁接”，恶意抹黑的嫌疑。7月21日一早，引发爭議的@喻国明 两次转发争议博文，表示自己是在批评央视主播对救灾工作成就话说得“太满”，遭到了“有关当事方的有组织的反攻”。在另一条博文中，他还称有“网络暴民”对其使用污言秽语进行人身攻击，将保留法律追究的权利。截至7月21日，@喻国明 的微博页面显示，其账号因违反社区公约被禁言。其過往爭議言論亦遭到網民起底。
自称导演戎震21日在微博发表阴谋论，贴文质疑是美军运给台湾不知名的「气象武器」，文中還@美国驻华大使馆的微博帐号，更扬言美方若不交代清楚，就是在宣战。在受到许多网友留言讥讽「要是有气象武器就直接淹北京了」和指出英国广播公司（BBC）2月时曾报导中国频繁人工造雨，企图控制天气后，戎震在贴文声称发贴的目的就是钓出台湾人的留言。
英国广播公司（BBC）驻中国记者白洛宾（Robin Brant）于7月22日夜晚前往郑州报道地铁5号线水浸事故时提出质问，其中一句"passengers left to die on the platform"被BBC中文网附以“乘客们会被扔在站台上等死”的中文字幕，该视频段落及字幕随后被撷取并在网络上传播，造成争议。而根据中国媒体后续新闻报道及获救市民的采访，消防员在事故发生后赴现场进行救援，因此该报道被一些中国网民质疑为造谣及断章取义。BBC中文網在YouTube的相关视频遭到中国网民洗版，随后被删除。该争议报道亦令一些当地市民感到不满，并导致德国之声等外媒的记者在郑州等地采访时因被当作白洛宾而一度受到阻拦。白洛宾24日在一份报告称「不明白中国人民为何如此脆弱」，并在报告中补充说中央政府已经警告其他地方政府检查自己的准备情况和地铁法规。
网络上亦流传着各种传言，7月20日，網傳「鄭州進入特大自然災難一級戰備狀態」，經核實為不實消息。7月21日后，暴雨中心北移，导致卫河决堤，新乡市下辖的县级市卫辉市市区被淹，有民间传言称“全域炸大堤，牺牲卫辉，保新乡”。7月26日，卫辉市防汛抗旱指挥部发布声明称，“该市从未接到上级关于炸毁全城大堤的命令，也没有牺牲卫辉保新乡的说法做法”。

### 遇難情況的記錄及傳播受阻

#### 隧道现场封锁争议
京廣北路隧道因大量汽车被淹没而造成有民众遇难，從民眾在網路上傳的影片及外媒報導可以看到，有遺體陸續被搬出隧道外，現場聚集大量軍警，將隧道封鎖禁止媒體拍攝。7月23日早上，鳳凰衛視資深記者胡玲在微博轉發一則鳳凰衛視報導「鄭州市民：朋友說『在隧道出不去了』」，胡玲更在文中透露「我們記者一夜守候直擊，鄭州京廣隧道全部戒嚴，不允許拍照與拍攝警察、救護車以及大巴士…今天，怎麼也應該更新通報人數了吧」，貼文引來中國網友大肆批評，隨後胡玲微博刪除了這則貼文。

#### 沙口路站围挡争议
7月26日是鄭州地鐵5號線水災遇難者「頭七」，地鐵沙口路站出口擺滿市民送來的鮮花，深夜被圍板圍封。有網民質疑官方「連鮮花都怕」，形容圍板「欲蓋彌彰」，有网民指「不要挡住死者回家的路」。27日上午，地上的鲜花与物品一度再被新安放的挡板遮掩，随后再度被移除。7月28日，鄭州地鐵5號綫沙口路站外持續有民眾前來為遇難者獻花弔唁，一名來自西安的年輕男子嘗試用無人機記錄這個畫面時，遭到一群身份不明的男子圍毆、搶走他的無人機，還將他的手向後拗。年轻男子躺在地上哀嚎說：「他們把我的無人機砸壞了，還弄斷我的胳膊。」在旁的一些围观民众則出手相助，搶回该年轻男子的設備。据視頻畫面顯示，有人質問：「為啥不準在這拍？為什麼不能把真相告訴公眾？」除了這名男子空拍受阻，拍下50米獻花空拍照的《南方都市報》記者陳沖以及《財新》記者陳亮分別遭到公安要求刪除照片和被公安帶走。
7月27日，就地铁出入口被围挡一事，郑州地铁接受《都市快报》采访时表示，他们正在核实树立该圍擋的主体，具体情况将通过其官方账号发布。随后沙口路站外的围挡被移除，不断有市民前来献花。7月30日上午，郑州地铁集团在沙口路站为遇难者举行简短的追悼仪式，同时在站外一处工厂院内设置了追思处，并备有免费鲜花供民众悼念。

#### 失蹤遇難人数争议
有關鄭州滎陽市王宗店村傳出有23人因洪水失蹤死亡的消息被官方封鎖，不久前官方才在這裡拍下在災情後搶救出一名4個月大女嬰的消息。隨後新華網發文澄清，王宗店村死亡人數為8人，但失聯人數在統計當中。目前官方以消毒為由，不開放外人進入。
7月20日鄭州地鐵水浸事故後，已有失蹤者家屬要求地鐵方公布名單。直至7月27日，鄭州官方宣布地鐵淹水事故共有14人遇難，並公布遇難者名單，其中11人是女性，3人是男性。
官方公布鄭州洪災中全面受淹的京廣北路隧道死亡人數為6人，總共拖出247輛車。然而這些數字與各界估計的罹難人數及受淹車輛數差距過大，爭議仍難平息。京廣北路隧道全長1.835公里、雙向共6個車道，20日全面受淹時正值下班尖峰時間。據及時逃離的親歷者向中國媒體表示，當時隧道內屬於雙向壅塞狀況，車行幾近停滯。有中國民眾計算，在此情況下，隧道內至少應有1500輛車；以每車至少1人計算，也就是至少有1500人，而在這麼長的隧道裡有多少人及時逃離或不及離開，仍是未知數，更何況不少車子裡不只1人。《極目新聞》日前報導，一名家住隧道南出口旁的女士表示，事發時隧道內外都有很多車，連隧道兩側慢車道上的車也全部被淹。後來，搜救人員從一輛黃色的車裡抬出一個7、8歲的男孩遺體。

### 境外媒体采访争议
除了中國大陸媒体外，亦有外國及港、台媒體前往河南进行採訪。因受BBC记者白洛宾（Robin Brant）争议报道郑州暴雨事件的影响，外媒的采访遭到当地一些民众的围堵，引发关注。河南共青團微博以#BBC造謠#為話題發文，號召網友提供BBC記者白洛賓（Robin Brant）的行蹤線索。河南共青團的b站賬號號召河南網友「友好問候一下」、「記錄它們的不容易」，后动态被发布者删除。。7月24日，德国之声驻华记者貝林格（Mathias Boelinger）与陪同人员一起，试图在刚刚遭遇极端特大暴雨后的郑州采访，遭到郑州民众的抗议和阻拦。在場有人認錯德国之声的貝林格是美國有線電視新聞網（CNN）記者，有人手持英國廣播公司（BBC）記者白洛賓的相片，與貝林格對比，但被在場人告知不是；亦有人嘗試從他手中搶走用作拍攝的手機，也被在場人勸阻。在場民衆對BBC等一衆外國記者表達了不滿，指出“希望你们对中国有一个好的看法，不要攻击我们”。当貝林格問是否可以採訪他，他起初說可以，但當貝林格舉起手機準備拍攝，他出于不信任，又突然反口拒絕採訪。貝林格说，当时并不知道那里的人在寻找白洛宾，也不知道自己长得像他。他认为：“在（中国）民族主义圈子和官媒中，存在一场针对BBC的恶意运动”。他也在社交平台上分享了中国微博上发布的消息截图，显示中国网民敦促要对白洛宾采取行动，他表示「我不知道如果真的是他会发生什么。现在中国的媒体环境很可怕」。在报道中，他批评灾区信息的不透明、公众愤怒得不到表达和网络言论受到控制，最终以公众对政府的一片质疑声中为报道划下句号。。
據《自由時報》報道，網上有帖文指，目前多家外媒在京廣路隧道外採訪，由於話題「敏感」容易引起國際高度關注，当地有关部门提醒民眾不要私自接受國外媒體採訪，「不給對方任何斷章取義、歪曲事實的機會，如發現情況向辦事處反饋或報警。」
在鄭州、鶴壁、新鄉有一些民眾當街阻撓德國之聲（Deutsche Welle）、美國有線電視新聞網（CNN）、英國廣播公司（BBC）、澳洲廣播公司（ABC）、半岛电视台、法新社（AFP）、纽约时报的記者採訪。 還有人在互聯網上發動對外國記者的中國助理的人肉搜索，不僅謾罵他們是「間諜」、「叛國」，還將他們的個人資料惡意傳播，有人甚至接獲暴力或死亡威脅。以下是7月25日至26日各国记者的描述：
- 洛杉矶时报兼美联社驻北京记者苏奕安（Alice Su）在推特发布刘晓原说「河南人民的政治觉悟还是很高的，这不，又成功地阻止了外媒记者拍摄」的贴文，称他也在同一地点遇到了一群愤怒的人群包围着他们大喊「这是中国，滚出中国」等类似的骚扰，她试图通过翻译中文的信息来缓和局势，并已向警方报案[132]。
- 半岛电视台中国记者卡特里娜·余（Katrina Yu）在推特上发布了一条微博帖子的截图，该帖子呼吁郑州居民拒绝外国媒体的采访。余说，当我们在郑州地铁前拍摄时，人群正在记录我们并打电话给中国当局[132]。
- BBC驻中国记者斯蒂芬·麦克唐纳 (Stephen McDonell) 在推特上发布3个推文写道，在报道河南洪水灾情后，外国媒体在私人电话上收到了针对他们及其家人的暴力威胁，并质问为什么共产党机关要这样做。认为这似乎表明有什么东西需要隐藏或分散注意力[132]。
- 瑞士德语广播电视 (SRF) 记者马丁·阿尔德罗万迪 （Martin Aldrovandi）在推特上对各国记者的采访受到阻拦评论说，「河南的印象中，人们互相帮助。许多受影响的人坦率地提供了信息，直到中国当局出现并迅速结束采访。在这里，对外国媒体越来越不信任的情况也很明显。」[133]
- 德国之声记者貝林格於7月26日在推特發帖，轉發一張2012年的相片，指當年外媒拍攝寧波民眾抗議興建化工廠時，有市民扶著外國記者，輔助他拍攝更好角度，對比今時今日，貝林格感慨「時代不同了（How times have changed...）」[134]。

7月27日，保护记者委员会（CPJ）在接到德国之声、英国广播公司、美联社、半岛电视台驻中国记者投报其采访受到阻拦与私人电话上收到了针对他们及其家人的暴力威胁后，向中国外交部发表声明，呼吁中国当局应确保所有记者都能报道自然灾害或任何其他问题，而不必担心受到暴力和骚扰。中国驻华外国记者协会（FCCC）同日对河南省发生洪灾记者骚扰事件表示关注和发出警示。中国驻华外国记者协会引用BBC驻华记者白洛賓的事件指出，河南共青团如何在微博上要求其160万粉丝报告BBC记者的下落。FCCC特别警告说，与共产党有联系的组织言论可能危及记者本身，担心驻中国记者受到威胁，表示他们可能会纯粹因为记者的工作，在网上被诬告从事间谍活动和叛国罪。无国界记者（RSF）也表示对记者被骚扰一事表达震惊。BBC也发布一份声明，要求中国政府立刻采取行动，以停止在报道河南洪灾后对记者的骚扰。BBC在声明说，「上周末，中国共产党的一部分人士在社交媒体上发帖，呼吁市民对报道河南洪灾的BBC团队的下落提供消息」。声明中强调「该帖子下面的公众评论包括对我们团队的死亡威胁。中国政府必须立即采取行动，以停止这种让外国记者陷入危险的攻击」。
據法國國際廣播電台引述《紐約時報》在報道相關消息時指出，面對特大洪災帶來的損失，北京政府為公眾受壓抑的情緒找到了一個省事的發泄口，這便是外國新聞媒體。《紐約時報》注意到，外國新聞機構在中國做報道受到越來越多的限制，並面臨著中國公眾越來越大的敵意。法廣報道指出，目前幾乎所有的西方媒體網站均已遭到屏蔽，公眾無法輕易獲取西方的新聞報道，並引述官媒和民族主義評論員指出——西方記者是中國人民的敵人。
《環球時報》總編胡錫進發文評論，指公眾對西方媒體有憤怒情緒完全事出有因，因為西方媒體長期抺黑中國；但他呼籲，民眾不要和西方記者直接起衝突，在那些记者没有破坏性卷入并干预事态本身，而是作为采访者进行记录的时候，不宜以强制方式阻止他们的拍摄，不给他们攻击中国提供篡改、利用现场素材的额外机会。7月28日，《环球时报》发文反驳FCCC表达对河南省报导洪灾的记者“被骚扰”的指控，强调所谓的骚扰与中国当局无关。报道称，数名西方记者在河南被当地居民围困在街上，是因为中国人厌倦了外国媒体对中国的歪曲和选择性报道，而BBC记者白洛宾故意误报称“乘客被留在站台上等死”，是引爆民众不满的导火索之一，报道又点评BBC、CNN、德国之声等媒体的外国记者用所谓的“报道”来污名化中国。最后強调，外国记者既然选择来华做记者，就应该了解和接受中国的基本国情，而不是叫嚣中国按照西方媒体喜欢的方式行事，并要求FCCC反思其成员的不当行为。
无国界记者（RSF）谴责中国政权是世界上主要的宣传传播者，但在新闻自由上是虚伪的表现，并反驳中国外交部发言人赵立坚对BBC的指控。RSF发表声明称「中国政权是世界新闻自由的最大敌人之一，它在新闻方面没有任何经验可供BBC借鉴，当它指责BBC播放『假新闻』时，显示出无限的虚伪表现」。无国界记者协会东亚办事处主任塞德里克·阿尔维亚尼 (Cédric Alviani) 表示遗憾 「专制政权越来越习惯于将与官方话语不一致的事实信息贴上『假新闻』的标签。」

#### 外交回应
7月29日，中国外交部发言人赵立坚驳斥了BBC和FCCC的声明，并就河南共青团号召当地群众举报一事，反指BBC一直以来对华保持意识形态偏见，多次制造假新闻，并在涉疆、涉港和涉新冠肺炎疫情上散布虚假信息，对中国大肆攻击抹黑，严重偏离新闻职业准则。又批评BBC驻沪记者白洛宾在无视中国政府全力救援、河南受灾民众及中国力量奋勇自救的情况下继续用意识形态凌驾于真实性之上，称BBC预设立场的报道只会加速其在华信誉破产。他又表示中方对于FCCC（驻华外国记者协会）这一组织从未承认，称该组织是由少数对中国抱有偏见的记者拼凑的，并批评其罔顾是非，颠倒黑白，诋毁、抹黑中国的采访环境，无法代表四百多名在华外国记者的真实声音。赵立坚最后指，外国媒体驻华记者在中国的采访环境开放自由，其与中方主管部门的沟通渠道畅通，表示只要他们遵守当地法律、依法依规进行报道就不必有任何担心。
7月29日，美國國務院發言人普萊斯(Ned Price)表示「極為關切」外國記者在中國受到的騷擾和恐嚇，特別是在對中國發生的致命洪災進行報道的過程中。普萊斯在一份公報中指出，中國政府表示對外國媒體開放並支持其工作，但實際行動卻恰恰相反。普萊斯要求中國不要在將於明年迎來北京冬季奧運會之際縮減新聞自由空間。
7月30日，在中国外交部发言人赵立坚就近日美方指责中国政府挑动民众、骚扰外国记者一事的评论，表示坚决反对，指其罔顾事非、颠倒黑白。他表示美方以莫须有的指责试图继续向中方施压，这种错误做法凸现了美方在媒体和新闻自由问题上的霸道霸凌和双重标准，中方决不接受。赵立坚就对记者的审查、搔扰和恐吓问题，反指美国自2018年以来曾拒签或“变相驱逐”数十名中方记者和中国媒体驻美机构，并以弗洛伊德事件和2021年初抗议者冲击美国国会事件等事例，反驳美方以所谓“新闻自由”批判他国。赵立坚最后指出美方在记者和新闻自由方面亟待纠正改进。。
8月3日，中国外交部指稱英国广播公司報導河南災情時歪曲中国政府以及当地民众的救援，影射攻击中国政府，充满意识形态偏见和双重标准，並就此提出严正交涉。

## 外部連結
- 河南郑州“7·20”特大暴雨灾害调查报告 （页面存档备份，存于），国务院灾害调查组2022年1月21日
- 河南郑州“7·20”特大暴雨灾害调查报告公布、答记者问 （页面存档备份，存于）、郑州市委书记徐立毅被问责 （页面存档备份，存于）、89名公职人员被问责 （页面存档备份，存于），新華社2022年1月21日